# Autostrada A22
Die Autobahn A22 (italienisch: Autostrada A22), auch Brennerautobahn (ital. Autostrada del Brennero) genannt, ist eine italienische Autobahn und führt vom Brennerpass an der italienisch-österreichischen Grenze durch das Wipptal, Eisacktal und das Etschtal durch Südtirol und das Trentino nach Verona und weiter durch die Po-Ebene bis Modena, wo sie in die A1 mündet. Insgesamt 314 Kilometer lang, setzt sie die österreichische Brenner Autobahn A13 fort und bildet so die wichtigste alpenüberschreitende Verkehrsachse zwischen Deutschland und Italien.
Betrieben wird die italienische Brennerautobahn von der Autostrada del Brennero S.p.A. / Brennerautobahn AG (mit Sitz in Trient), es wird eine streckenabhängige Maut auf alle Fahrzeuge erhoben.

## Streckenverlauf und Raststätten
Die Brennerautobahn beginnt am Brennerpass, wo sie an die österreichische A13 anschließt. Die Autobahn führt zunächst durch das Wipptal südwärts bis nach Sterzing, ehe sie ihre Richtung nach Südost ändert und Brixen erreicht. Danach führt sie Richtung Südwest durch das Eisacktal und erreicht Bozen. Hier mündet von Meran kommend die MeBo in die Autobahn ein. Weiter Richtung Süden durch das Etschtal tritt sie in das Trentino ein und führt an den Städten Trient und Rovereto vorbei. In der Nähe des Gardasees erreicht sie die Region Venetien und die Stadt Verona. Hier kreuzt sie sich mit der A4 und führt anschließend weiter durch die Po-Ebene nach Süden in die Lombardei, vorbei an der Stadt Mantua. Hier überquert sie den Po.
Schließlich erreicht sie die Emilia-Romagna und trifft, an den Städten Carpi und Modena vorbei, auf die A1, in welche sie einmündet.
Entlang der Brennerautobahn befinden sich aktuell 22 Raststätten (11 pro Richtungsfahrbahn) plus ein Autohof bei Sterzing (Ex Sadobre), der von beiden Richtungsfahrbahnen aus zugänglich ist. Aufgrund des Alters und dem gestiegenen Verkehrsaufkommen sollen diese Schritt für Schritt überholt, saniert und auch ausgebaut werden. Begonnen wurde 2013 mit den Rastanlagen Paganella Ost und Trens Ost.
Auf dem ehemaligen Zollgelände am Brennerpass eröffnete ebenfalls Anfang 2013 eine besondere Raststätte: ohne Tankstelle, dafür mit einer großen Ausstellungshalle mit Kunstwerken des italienischen Künstlers Fabrizio Plessi, darunter Videos, Zeichnungen und Installationen.

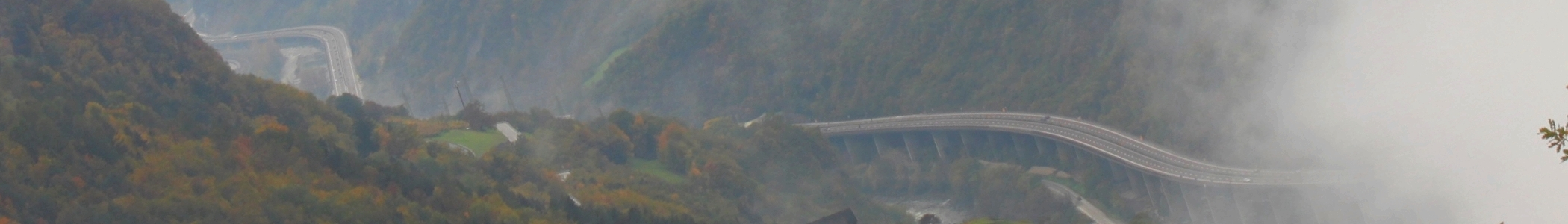
Panoramaansicht Verlauf Brennerautobahn durch das Eisacktal

## Geschichte
Am Brenner überschreitet die A22 den Alpenhauptkamm in etwa 1375 Metern Seehöhe. Seit dem Inkrafttreten des Vertrags von Saint-Germain 1920 bildet der Brenner die Grenze zwischen Italien und Österreich.
Die Bauarbeiten an der A22 begannen 1963, nachdem der Eisacktal-Variante gegenüber einer von Meraner Kreisen sowie der Tageszeitung Alto Adige 1961/62 favorisierten, von Norbert Wackernell projektierten Variante über Meran (Etschtal) und Passeier definitiv der Vorzug gegeben worden war. Am 21. Dezember 1968 wurde der erste Autobahnabschnitt im Etschtal von Bozen nach Trient mit einer Länge von etwa 50 Kilometern für den Verkehr freigegeben. Im selben Zeitraum wurde in Österreich der Autobahnabschnitt Brennersee–Matrei eingeweiht.
Mit der Freigabe des Abschnittes Grasstein–Vahrn am 27. Juli 1972 war die Autobahn vom Brenner bis Klausen (54 km) und von Bozen bis Modena (228 km) befahrbar. Auf österreichischer Seite wurde 1972 die Inntal Autobahn (A12) bis Kufstein fertig und so die Anbindung an das deutsche Autobahnnetz hergestellt. Seither erfüllt – so wie in der Genfer Konvention von 1950 vorgesehen – die Brennerautobahn ihre Funktion als große Verkehrsader Europas.
Am 11. April 1974 wurde schließlich der letzte Abschnitt Klausen–Bozen-Süd eröffnet. Dieser Abschnitt weist eine Reihe technisch anspruchsvoller Bauten wie Brücken, Viadukte und Tunnel auf.
Bis Anfang der 1990er-Jahre war in beiden Richtungen zwischen der Mautstelle Brenner und der Staatsgrenze keine Abfahrt auf der italienischen Seite möglich. Um in den Grenzort Brenner zu gelangen, musste man entweder ab der Anschlussstelle Sterzing die Landstraße nehmen oder an der Abfahrt „Brenner-Nord“ auf der österreichischen Seite von der Autobahn abfahren.

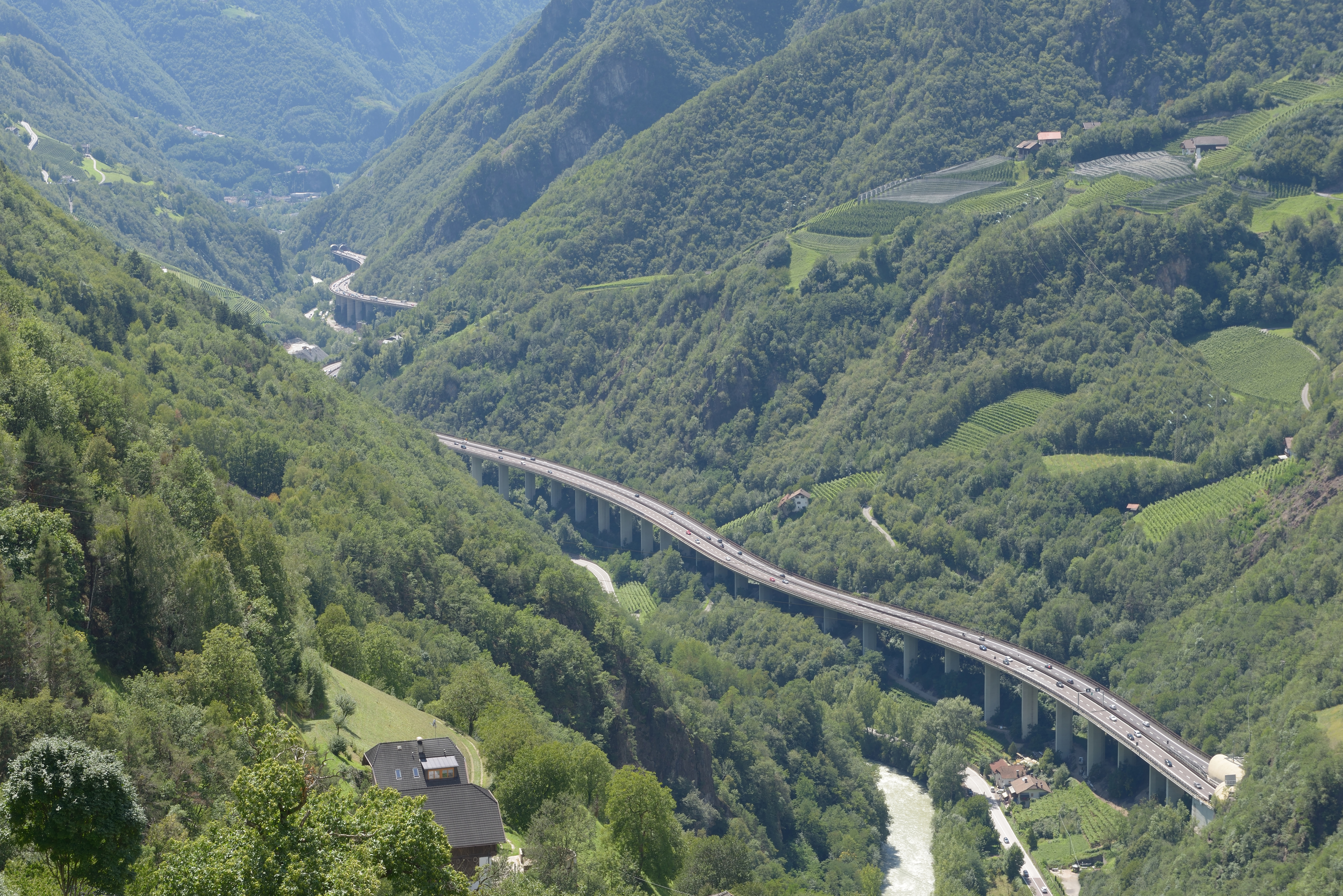
Viadukt im Eisacktal

Die vermerkte Anschlussstelle Pontigl gestattet nur die Abfahrt in nördlicher Richtung, eine Auffahrt ist nicht vorgesehen. Über die Anschlussstelle Brennerbad kann man von der Grenze kommend in Südrichtung auf die A22 gelangen, eine Abfahrt ist nicht möglich. Die Abfahrt Brenner gestattet keine Auffahrt auf die Autobahn.
Am 3. Januar 2007 wurde zur Entlastung der Stadt Brixen vom Schwerverkehr die Ausfahrt Brixen-Industriegebiet eröffnet. In dieser kann jedoch nur in Richtung Norden auf die Autobahn ein- und nur in Richtung Süden ausgefahren werden. Sie ist im Gegensatz zu allen anderen Mautstellen vollkommen automatisiert.
Die neueste Anschlussstelle ist Trento sud südlich der Stadt Trient (Trento). Diese wurde am 3. Mai 2011 eröffnet. Als Konsequenz wurde dafür die alte Anschlussstelle Trento centro geschlossen, diese dient lediglich noch als Einfahrt.

### Dynamische Fahrspur Bozen Süd – Verona Nord
Die Öffnung einer dritten Spur durch die temporäre Standstreifenfreigabe dient dazu, verkehrstechnische Spitzen, die vor allem in den Urlaubszeiträumen des Jahres eintreten können, effizient zu bewältigen, denn durch die 3. Spur wird die Fahrzeugkapazität erhöht (ca. 4000–4200 Fahrzeuge/Stunde) und die Möglichkeit von Verkehrsstaus verringert. Gegenwärtig wird dieser Lösungsansatz von der Brennerautobahn AG gerade in einem Versuchsabschnitt zwischen Trento Centro und Rovereto Sud auf der Fahrbahn Richtung Süden getestet.
Die Autofahrer werden dabei über Meldungen an den variablen Überkopf-Leuchtanzeigen informiert: Informationen in Textform und Bildern weisen auf die befahrbaren Spuren und die einzuhaltende Geschwindigkeitsbegrenzung hin. Nach Durchführung der erforderlichen Überprüfungen (Verkehrsfluss, Witterungsbedingungen und Zustand des freizugebenden Abschnittes) werden die Mitarbeiter des Benutzerservicezentrums (CAU) manuell das Verfahren starten, das die Änderungen bei den Fahrspuren anzeigt.
Der Abschnitt wird von Videokameras, Verkehrserfassungssystemen und Sensoren durch Mitarbeiter der Autobahngesellschaft überwacht. Zudem werden Verkehrspatrouillen eingesetzt.

## Daten

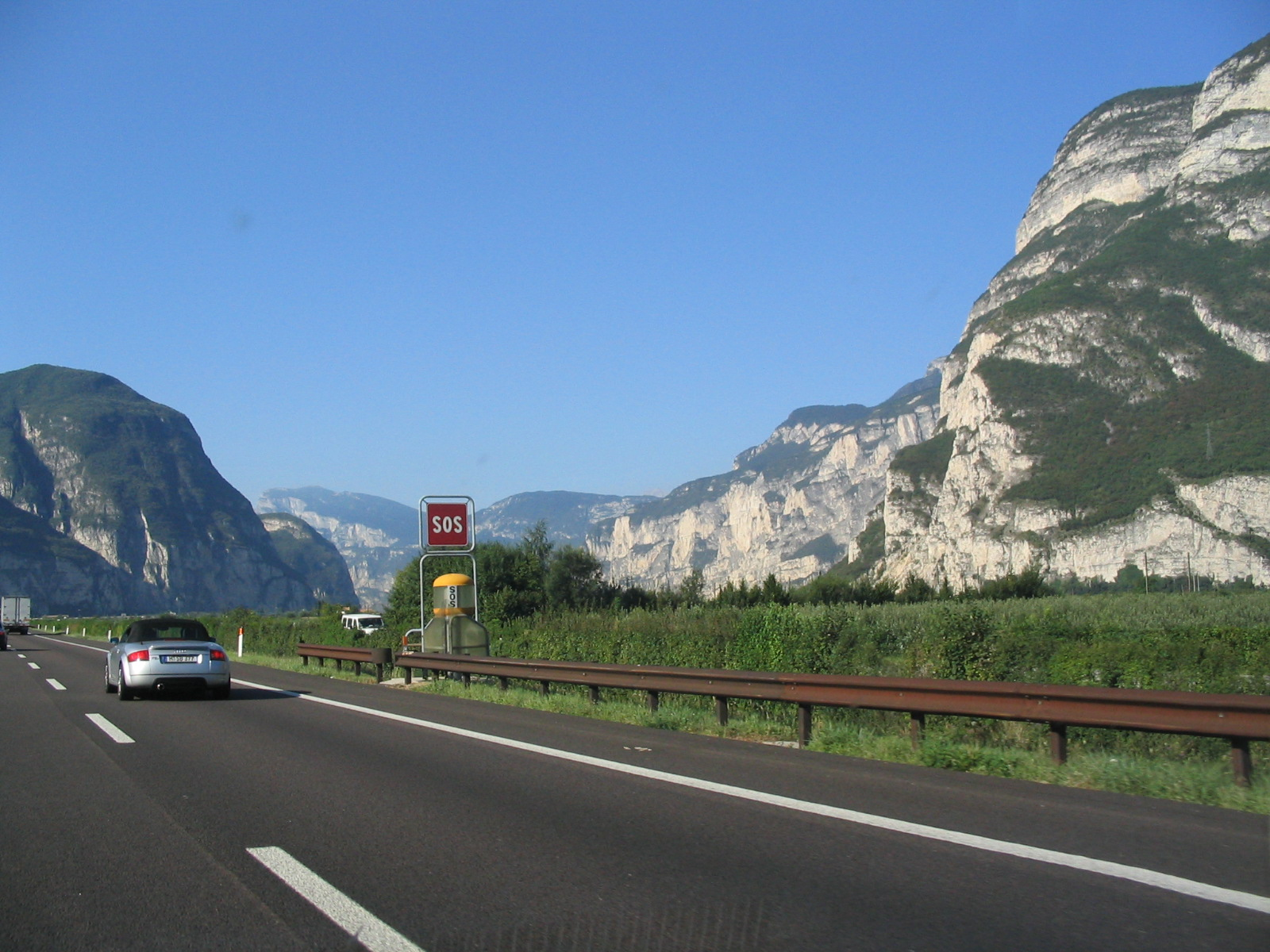
Die A22 im Unterland, südlich von Bozen

Obwohl die Autobahn einen hohen Alpenpass erreicht (ca. 1375 m), bleibt das Straßengefälle minimal: nur auf dem letzten Abschnitt Sterzing-Brenner wird eine Neigung von 3,8 Prozent erreicht, das durchschnittliche Gefälle zwischen Brenner und Bozen beträgt 1,4 Prozent.
Der Abschnitt vom Brenner bis Verona wird zu einem großen Teil auf 101 Brücken oder Viadukten geführt. (30 Kilometer der Autobahn zwischen Brenner und Bozen verlaufen auf Brücken.) In diesem Teil ist die A22 24 Meter breit und wird vierstreifig mit Pannenstreifen geführt, wobei jede Fahrbahn eine Breite von 7,5 Metern aufweist. Südlich von Verona erreicht die Autobahn 33 Meter Breite, da hier der Mittelstreifen 12 Meter breit ist.
Im Gebirgsraum mussten auch die Kurven teils enger geführt werden. Zwischen Brenner und Bozen haben die engsten Kurven einen Krümmungsradius von 500 Metern, zwischen Bozen und Modena sind es 1000 Meter. Aus diesem Grund gilt bis Bozen auch durchgehend eine Geschwindigkeitsbeschränkung von 110 Kilometern pro Stunde.
Die A22 verläuft durch 29 Tunnel. Alle wurden mit zwei Röhren gebaut, so dass es nirgends Gegenverkehr gibt. Insgesamt sind die Tunnelstrecken 12,2 Kilometer lang.
Es gibt insgesamt 427 Nothaltebuchten.

## Maut

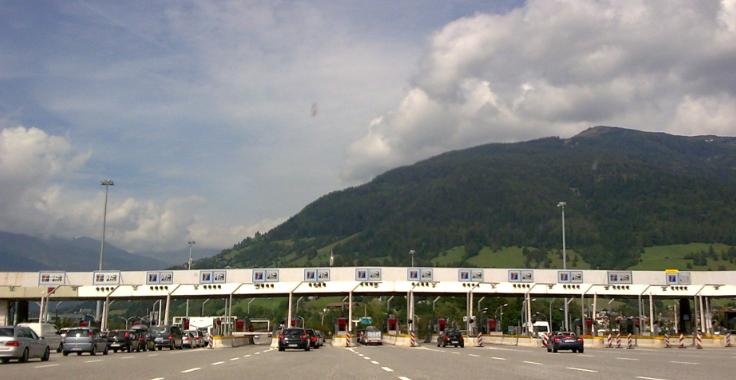
Die Mautstelle Brenner

16 Kilometer südlich der Staatsgrenze bei der Anschlussstelle Vipiteno / Sterzing befindet sich die Hauptmautstelle Brenner, die von allen Fahrzeugen passiert werden muss, um über den Brenner zu gelangen. Die Autobahn ist – wie in Italien üblich – mautpflichtig, wobei sich die Höhe der Maut nach der gefahrenen Strecke berechnet. Eine Übersicht gibt es auf der Homepage der Brennerautobahn (siehe unter Weblinks).

## Überwachung und Hilfeleistung

### CAU und COA
Die zwei Kontrollzentren centro assistenta utenza und centro operativo autostradale überwachen die Autobahn im Schichtbetrieb 24/7. Mit Zugriff auf 255 Kameras, 25 Wetterstationen und 403 Nottelefone regeln sie den Verkehr über Signalbalken und koordinieren bei Notfällen den Einsatz der Rettungsdienste. Die Zentrale befindet sich bei der Ausfahrt Trient Zentrum.

### Hilfsstellen
Im Abstand von 50 Kilometern befinden sich entlang der Autobahn sogenannte Hilfsstellen, von denen die Verkehrshelfer (ausiliari della viabilità) ausrücken. Sie kümmern sich um die Sicherheit der Strecke, sichern bei Pannen ab oder entfernen Gegenstände von der Fahrbahn. Außerdem wird der Winterdienst auch von diesen Stellen abgehalten.

## Projekte

### Ausbau Verona–Modena
2009 begannen die ersten Planungen für den sechsspurigen Ausbau zwischen Verona und Campogalliano/Modena. Der 91 km lange, 753 Millionen Euro teure Ausbau soll in drei Baulose aufgeteilt werden.
Baulos I wird von KM 223–246 (Verona Nord–Regionsgrenze Venetien/Lombardei) verlaufen und als Schwerpunkt den Umbau des Autobahnkreuzes mit der A4 beinhalten.
Baulos II wird mit einer Länge von 38 km (KM 246–284, Regionsgrenze Lombardei/Emilia-Romagna) der aufwändigste Abschnitt, hier sind der Neubau und einige wichtige Eingriffe auf Kunstbauwerken vorgesehen, insbesondere die Überquerung des Fissero-Tartaro-Kanals und der Neubau von Brücken über Mincio und Po.
Das dritte Baulos mit zirka 30 Kilometern (KM 284–314) verläuft vollständig im Gebiet der Region Emilia-Romagna und reicht bis zum Autobahndreieck mit der A1. Dieses Baulos enthält die komplette Neuerstellung des Autobahndreiecks und die Anbindung des künftigen Autobahnzubringerabschnitts nach Sassuolo. Die Bauarbeiten haben 2024 begonnen und sollen 55 Monate dauern.

### Anbindung an die A1
Des Weiteren ist ein Autobahnzubringer südlich von Campogalliano nach Sassuolo im Bau. Das Projekt wurde von der ANAS im Jahr 2005 genehmigt. Die Bauarbeiten begannen schließlich im Jahre 2024 und sollen insgesamt 55 Monate andauern.
Die Arbeiten beinhalten einen autobahnähnlichen Autobahnzubringer, welcher die A22 über Rubiera bis nach Sassuolo an die A1, die SS467 und die Tangenziale Rubiera führt. Außerdem ist ein Anschluss an die sich in Planung befindliche Autostrada Regionale Cispadana. Das Projekt wird vom Interministeriellen Ausschuss für Wirtschaftsplanung (CIPE) unterstützt. Die Kosten werden auf etwa 422 Millionen Euro geschätzt.